# Bir Kasdali
Bir Kasdali es un municipio (baladiyah) de la provincia o valiato de Bordj Bou Arréridj en Argelia. En abril de 2008 tenía una población censada de 14 768 habitantes.
Se encuentra ubicado en el centro-norte del país, sobre la cordillera del Atlas, a poca distancia al sur de la costa del mar Mediterráneo y de la capital del país, Argel.